# Mi Ma Bô
Mi Ma Bô é o primeiro álbum a solo da cantora portuguesa Sara Tavares, depois de uma primeira colaboração com a banda de Gospel, Shout!. O álbum foi lançado em 1999 pela Sony BMG. Produzido por Lokua Kanza, inclui canções assinadas por Ivan Lins, Paulo de Carvalho e Teresa Maiuko, além da própria Sara Tavares e de Ari Fonseca.
Foi disco de ouro. Valeu a Sara Tavares a nomeação para os Prémios Blitz no ano seguinte, nas categorias de Voz Feminina Nacional e Melhor Álbum Nacional.

## Faixas
1. I've Got A Song In My Heart
2. Tu És O Sol
3. Eu Sei... (Insp. no Salmo 139)
4. Querer Sonhar
5. Mi Ma Bô (Bô Ma Mi)
6. Minha Nêga
7. Cabo Verde na Coração
8. Chuva de Verão
9. Nha Cretcheu (Meu Amor)
10. Breathe
11. É Mim
12. Estrela Mãe
13. Wake Up
14. No Teu Tempo
15. Wanoaiami
16. Voá Borboleta
17. Soul Magic